# محمد عجايمي
محمد عجايمي (مواليد 1945 في القصبة بالجزائر العاصمة) هوممثل سينمائي جزائري.

## روابط خارجية
- محمد عجايمي على موقع IMDb (الإنجليزية)